# Ким Хи Э
Ким Хи Э (кор. 김희애; род. 23 апреля 1967, Чеджудо) — популярная южнокорейская актриса и модель, известная по своим ролям в сериалах «Мир женатой пары», «Тайный роман» и фильму «Изящная ложь».

## Биография
Родилась 23 апреля 1967 года в небольшом городке на острове Чеджудо, но среднюю школу окончила в Сеуле.
В 1982 году получила первую работу моделью, снявшись в рекламе детской и подростковой одежды.
Первую роль получила в фильме «Первый день двадцатого года». После ей пришлось совмещать работу и обучение в университете актёрскому мастерству. Однако это не мешало артистке следующие десять лет сниматься в успешных телевизионных проектах и даже попробовать себя в роли ведущей. После участия в драмах «Жена» и «Совершенная любовь» за актрисой закрепилось амплуа замужней женщины, пытающейся наладить свои отношения с супругом. Популярный в Корее сериал «Женщина моего мужа» принёс популярность и Ким.
В 2010—2012 годах Ким сделала перерыв в карьере артистки и сосредоточилась на работе моделью. После перерыва первой ролью стал сериал «Поток лжи». Затем работала в различных жанрах. Особенно популярной стала её роль в драме «Мир супружеской пары» — ремейке британского «Доктор Фостер».

## Личная жизнь
В 1996 году Ким вышла замуж за генерального директора веб-портала DreamWiz, Ли Чан Чжина.
Ким исповедует католическую веру, в 2014 году она снялась в ролике «Koinonia», снятом к визиту папы Франциска в Южную Корею.

## Премии
Несколько премий «Пэксан», Голубой дракон, Большой колокол, Korea Drama Awards и журнала Marie Claire.

## Фильмография
- Мир женатой пары (сериал, 2020)
- Для Юнхи (2019)
- Её история (2018)
- Потерянная ночь (2018)
- Последняя вторая любовь (сериал, 2016)
- Миссис Коп (сериал, 2015—2016)
- Лучше не бывает (2015)
- Тайный роман (сериал, 2014)
- Изящная ложь (2014)
- Права жены (сериал, 2012)
- Женщина моего мужчины (сериал, 2007)
- Снежный цветок (сериал, 2006—2007)
- Жена (сериал, 2003)
- Сто первое предложение (1993)
- Герой возвращается (1987)